# Mężczyzna niepotrzebny!
Mężczyzna niepotrzebny! – polski film psychologiczny z 1981 roku.

## Obsada aktorska
- Jolanta Buszko − Małgosia
- Elżbieta Karkoszka − Ewa Grzegorzewska, siostra Małgosi
- Jerzy Kryszak − Paweł Plugar, kochanek Małgosi, były kochanek Ewy
- Jan Bógdoł − Andrzej Grzegorzewski, mąż Ewy
- Marzena Trybała − Helena, kochanka Plugara
- Barbara Rachwalska − babcia Małgosi i Ewy
- Bogumiła Sztencel − Wanda, współlokatorka Małgosi w akademiku
- Mirosława Poślad − Majka
- Urszula Kuc − Bożena, współlokatorka Małgosi w akademiku
- Ewa Worytkiewicz − doktor Romaniukowa
- Eugeniusz Wałaszek − docent Kwiatek, wykładowca Małgosi
- Michał Juszczakiewicz − Jacek

## Fabuła
Małgosia jest studentką medycyny. Spotyka się z lekarzem Pawłem, z którym będzie mieć dziecko. Waha się czy usunąć ciążę. Nakłania ją do tego starsza siostra, Ewa. Była ona kiedyś kochanką Pawła. Dokonała aborcji i teraz jest bezpłodna. Uważa związek Małgosi z Pawłem za absurdalny. Kiedy Małgosia dowiaduje się o związku Pawła z Ewą i jest świadkiem ich kłótni, decyduje się na zabieg.